# Gouvernement Darʿā
Darʿā (arabisch مُحافظة درعا, DMG Muḥāfaẓat Darʿā) ist eines der 14 syrischen Gouvernements und liegt im Südwesten des Landes. Auf einer Fläche von 3.730 km² leben rund eine Million Einwohner (Schätzung 2010). Hauptstadt des Gouvernements ist Darʿā.

## Distrikte
Das Gouvernement ist in drei Distrikte (Mintaqa) unterteilt:
| Distrikt             | Orte (Hauptort in fett)                                                                   |
| -------------------- | ----------------------------------------------------------------------------------------- |
| Distrikt Darʿā       | Bosra, Da'el, Darʿā, al-Dschiza, Chirbet Ghazaleh, al-Musayfira, al-Muzairib, Schadschara |
| Distrikt Izraʿ       | Al-Hirak, Izraʿ, Dschasim, Nawa, asch-Schaich Maskin, Tasil, Mahadscha                    |
| Distrikt as-Sanamain | Chabab, Dschabab, Ghabaghib, al-Masmiya, as-Sanamain                                      |